# 上宇和駅
上宇和駅（かみうわえき）は、愛媛県西予市宇和町下松葉にある四国旅客鉄道（JR四国）予讃線の駅である。駅番号はU21。

## 歴史
- 1945年（昭和20年）6月20日：運輸省の駅として開設[2]。但し当時は予讃本線松山・宇和島間及び宇和島線内各停車場に発着する旅客に限り取扱っていた[2]。
- 1951年（昭和26年）8月20日：手荷物取扱開始、旅客取扱区間制限を前日限りで廃止[3]。
- 1964年（昭和39年）4月1日：業務委託駅となる[4]。
- 1971年（昭和46年）11月8日：荷物扱い廃止[5]。無人駅化[6]。
- 1987年（昭和62年）4月1日：国鉄分割民営化により、JR四国の駅となる[2]。

## 駅構造
単式ホーム1面1線を有する地上駅。無人駅である。

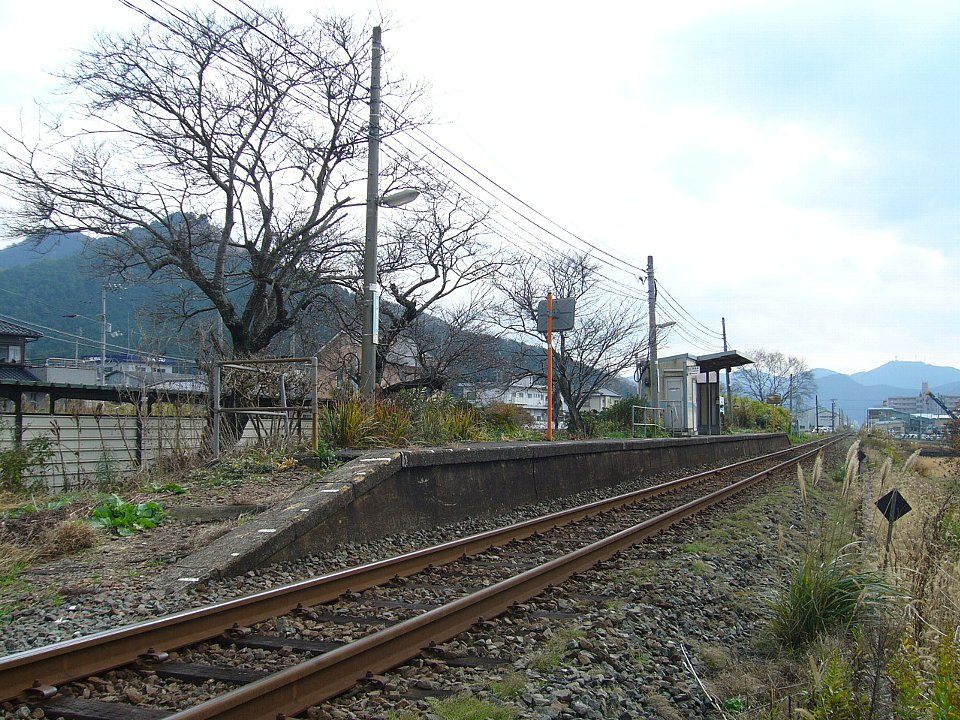
ホーム（2006年12月）

## 利用状況
| 1日乗降人員推移 | 1日乗降人員推移 |
| 年度            | 1日平均人数     |
| --------------- | --------------- |
| 2011年          | 132             |
| 2012年          | 146             |
| 2013年          | 182             |
| 2014年          | 172             |
| 2015年          | 164             |

## 駅周辺
- 西予市立西予市民病院
- 宇和自動車教習所
- 愛媛県立宇和特別支援学校
- 国道56号
- 愛媛県道25号八幡浜宇和線
- 愛媛県道30号宇和三瓶線
- 宇和島自動車「上宇和駅前」停留所
- 木村チェーン 宇和店

## 隣の駅
四国旅客鉄道（JR四国）
■予讃線
伊予石城駅 (U20) - 上宇和駅 (U21) - 卯之町駅 (U22)